# Abdul Muis
Abdul Muis (též Abdoel Moeis; 3. července 1886 Sungai Puar – 17. července 1959 Bandung) byl indonéský spisovatel, novinář a politický aktivista minangkabauské národnosti. Byl bojovníkem za nezávislost na Nizozemsku a stal se prvním nositelem titulu Národní hrdina Indonésie (1959). Proslavil se románem Salah Asuhan (Špatná výchova) z roku 1928.

## Život
Získal západní vzdělání a tři roky studoval medicínu na univerzitě v Jakartě, než byl nucen kvůli špatnému zdraví školu opustit. Poté si našel zaměstnání ve veřejné službě, posléze se živil jako novinář. Psal zejména do nacionalistických časopisů, jako byl Kaoem Moeda, který v roce 1912 i spoluzakládal, ale i do nizozemských tiskovin, jako byl deník De Express. Stal se velmi známý svými provokativními články, které byly velmi kritické vůči nizozemské koloniální správě. Během první světové války působil v hnutí za větší autonomii Indonésie, ve stejné době také vstoupil do odborového svazu Sarekat Islam a stal se jeho zástupcem při jednáních o získání přímého zastoupení Indonésie v nizozemském parlamentním systému. V roce 1920 byl jmenován členem Volksraad (Lidové rady), která se později vyvinula v poloparlamentní orgán. Za svůj politický aktivismus byl i trestán, byl zatčen v roce 1919, po vraždě nizozemského kontrolora na severu Sulawesi, k níž došlo těsně poté, co tam měl politický mítink. Nedlouho poté, v roce 1922, vedl stávku v Yogyakartě, za což byl na tři roky uvězněn. Na konci 20. let se rozhodl z politického života stáhnout a věnovat se literatuře, jakkoli politika se stávala námětem i jeho literárních děl. V roce 1928 vydal první román Salah Asuhan (Špatná výchova). Odkrýval rasovou a sociální diskriminaci, ale také řešil základní svár indonéské společnosti – rozhodování mezi tradicemi, bez nichž si neudrží Indonésané identitu, a moderností, která přichází od utlačovatelských Evropanů, avšak přesto je cestou do budoucna. Román je považován za základní dílo moderní indonéské literatury. V roce 1932 vydal Muis další ceněné dílo, román Pertemuan Jodoh. Jde o příběh dvou milenců, které dělí třídní, etnická i vzdělanostní bariéra, avšak přesto se nakonec vezmou. Závěr svého života strávil Muis v Bandungu, kde se mj. podílel na založení Bandungského technologického institutu. Po získání nezávislosti založil organizaci Persatuan Perjuangan Priangan, která měla podporovat rozvoj západní Jávy a vzdělanost Sundánců. V 50. letech se ještě znovu vrátil k literatuře (romány Surapati, Hendak Berbakti, Robert Anak Surapati).